# Plexaurídeos
Plexaurídeos (Plexauridae) é uma família de corais da ordem Malacalcyonacea.

## Géneros
Seguem os gêneros da família:
- Eunicea (Lamouroux, 1816)
- Muricea (Lamouroux, 1821)
- Plexaura (Lamouroux, 1812)
- Pseudoplexaura (Wright & Studer, 1889)
- Swiftia (Duchassaing & Michelotti, 1864)